# Теория на множествата
Теория на множествата е дял от математиката, която изучава множествата, като съвкупност от обекти. Въпреки че всякакъв вид обект може да бъде поместен в множество, теорията на множествата се прилага най-често за обекти, които са свързани с математиката. Термините от теорията на множествата може да се използват в определенията на почти всички математически обекти.
Съвременното обучение по теория на множествата е инициирано от Георг Кантор и Рихард Дедекинд през 1870 година. След откриването на парадокси в наивната теория на множествата, в началото на ХХ век са предложени множество аксиоматични системи, от които най-познатите са аксиомите на Цермело-Френкел, като например аксиомата за избора.
Концепциите на теорията на множествата, са интегрирани в цялата учебна програма по математика в САЩ. Елементарни факти за множества и принадлежност към множества често се преподават в начално училище, заедно с диаграмите на Вен, кръгове на Ойлер и елементарните операции, като обединение и сечение на множества. Малко по-напреднали концепции, като мощност, са стандартна част от учебната програма по математика на студенти.
Теорията на множествата обикновено се използва като основополагаща система в математиката, особено под формата на аксиоматика на Цермело-Френкел с аксиомата за избора. Извън основополагащата си роля, теорията на множествата, сама по себе си, е дял на математиката с активна изследователска общност. Съвременните изследвания, свързани с теорията на множествата, включват разнообразна съвкупност от теми, вариращи от структурата на реалните числови редици до проучване на непротиворечивост на големи кардинали.

## История
Първите разработки свързани с теорията на множествата принадлежат на чешкия философ, математик и теолог Бернард Болцано. В труда си „Парадоксите на безкрайното“ публикуван през 1851 г. Болцано развива теорията за безкрайните множества. Доказва известната теорема Болцано-Вайерщрас като показва, че всяко ограничено безкрайно множество има поне една гранична точка. За сравняването на произволни (числови) множества въвежда определението взаимно еднозначно съответствие.
През 1870 г. Георг Кантор разработва програма за стандартизиране на математиката, в рамките на която всеки математически обект представлява определен тип множество.
Математическите въпроси обикновено възникват и се развиват чрез взаимодействие на много изследователи. Теорията на множествата добива популярност от доклада на Георг Кантор написан през 1874 г.: „On a Characteristic Property of All Real Algebraic Numbers“.
Програмата на Кантор предизвиква негодуванието на много негови съвременници математици. Особено непримирим към нея е Леополд Кронекер, предполагащ, че математически обекти могат да бъдат само натуралните числа. Известна е неговата фраза „Бог е създал естествените числа, а всичко останало е дело на хората“. Напълно отхвърлят идеята за теория на множествата и такива авторитети като Херман Шварц и Анри Поанкаре. Бъртранд Ръсел усъвършенства логическия апарат на теорията в монографията си „Начала на математиката“, като преодолява недостатъците на редица парадокси от теория на множествата.
От 5 век пр.н.е., като се започне с гръцкия математик Зенон от Елея на Запад и ранните индийски математици на Изток, математиците се борят с концепцията на безкрайност. Особено забележителна е работата на Бернард Болцано през първата половина на 19 век. Съвременното разбиране за безкрайност започва през 1867 – 71, с работа Кантор свързана с теорията на числата. Среща през 1872 година между Кантор и Рихард Дедекинд силно повлиява на Кантор, което достига връхната си точка през 1874 с доклада на Кантор.

## Основни концепции
В основата на теорията на множествата е фундаменталната бинарна релация между даден обект o и дадено множество A. Ако o е елемент на A, това се изписва като o ∈ A. Тъй като множествата са обекти, релацията може да свързва и множества.
Производна бинарна релация между две множества е релацията подмножество. Ако всички елементи на множеството A са също елементи на множеството B, то A е подмножество на B: A ⊆ B. Например, {1,2}  е подмножество на {1,2,3} , но {1,4}  не е. От това определение се вижда, че всяко множество е подмножество на самото себе си. В случаите, в които това трябва да се избегне, се използва понятието чисто подмножество.
Подобно на бинарните операции върху числа в аритметиката, теорията на множествата използва бинарни операции върху множества:
- Обединение на множествата A и B (A ∪ B) е множеството на всички обекти, които са елементи на A, B или на двете. Например, обединението на {1, 2, 3}  и {2, 3, 4}  е множеството {1, 2, 3, 4} .
- Сечение на множествата A и B (A ∩ B) е множеството от обекти, които са елементи и на A, и на B. Например, сечението на {1, 2, 3}  и {2, 3, 4}  е множеството {2, 3} .
- Разлика на множествата U и A (U \ A) е множеството от всички елементи на U, които не са елементи на A. Например, разликата {1,2,3} \ {2,3,4}  е {1} , докато разликата {2,3,4} \ {1,2,3}  е {4} . Когато A е подмножество на U, разликата U \ A се нарича и допълнение на A в U. В този случай изборът на U е ясен от контекста и понякога се използва нотацията Ac, особено когато U е универсално множество.
- Симетрична разлика на множествата A и B е множеството от обектите, които са елементи или само на A, или само на B. Например, симетричната разлика на множествата {1,2,3}  и {2,3,4}  е множеството {1,4} . Симетричната разлика на две множества е разликата на обединението и сечението им: (A ∪ B) \ (A ∩ B).
- Декартово произведение на множествата A и B (A × B) е множеството от всички възможни наредени двойки (a,b), където a е елемент на A, а b е елемент на B. Например, декартовото произведение на {1, 2} и {червено, бяло} е {(1, червено), (1, бяло), (2, червено), (2, бяло)}.

Основни множества с голямо значение в математиката са празното множество, което не съдържа никакви елементи, както и множествата на естествените и реалните числа.

## Онтология
Дадено множество е чисто, когато всички негови елементи са множества, всички елементи на неговите елементи са множества и така нататък. Например, множеството  {{}} , съдържащо само празното множество, е непразно чисто множество.
Съвременната теория на множествата обикновено се фокусира върху вселената на фон Нойман, състояща се от чисти множества, и много системи на аксиоматичната теория на множествата са ориентирани към аксиоматизация само на чистите множества. Този подход има много технически предимства при малка загуба на общност, тъй като практически всички математически обекти могат да бъдат представени като чисти множества.
Множествата във вселената на Фон Нойман са организирани в кумулативна йерархия, според това, колко дълбоко са вложени техните елементи, елементи на елементи и т.н. На всяко множество в тази йерархия съответства (чрез трансфинитна рекурсия) едно ординално число α, наричано ранг. Рангът на чистото множество X се определя като единица повече от най-малката горна граница на ранговете на елементите на X. Например, празното множество има ранг 0, а множеството  {{}} , съдържащо само празното множество – ранг 1. За всяко ординално число α множеството Vα се определя като съставено от всички чисти множества с ранг по-малък от α, а цялата вселена на Фон Нойман се означава с V.